# Kříž u Ostružna
Pískovcový kříž se nalézá na jihovýchodním okraji obce Ostružno v okrese Jičín u silnice vedoucí do vesnice Hlásná Lhota.

## Popis
Pískovcový kříž pochází z roku 1874. Stojí na křižovatce s polní cestou u silnice spojující Ostružno s Hlásnou Lhotou. Na nízkém hranolovém soklu stojícím ve čtvercové balustrádové pískovcové ohrádce je pilíř ozdobený na přední straně  poškozeným reliéfem Panny Marie ve vyhloubené nice, zakončený římsou s cimbuřím, na které je umístěn krucifix s poškozeným korpusem Ježíše Krista. 
Kříž tvoří krajinnou dominantu.

## Galerie

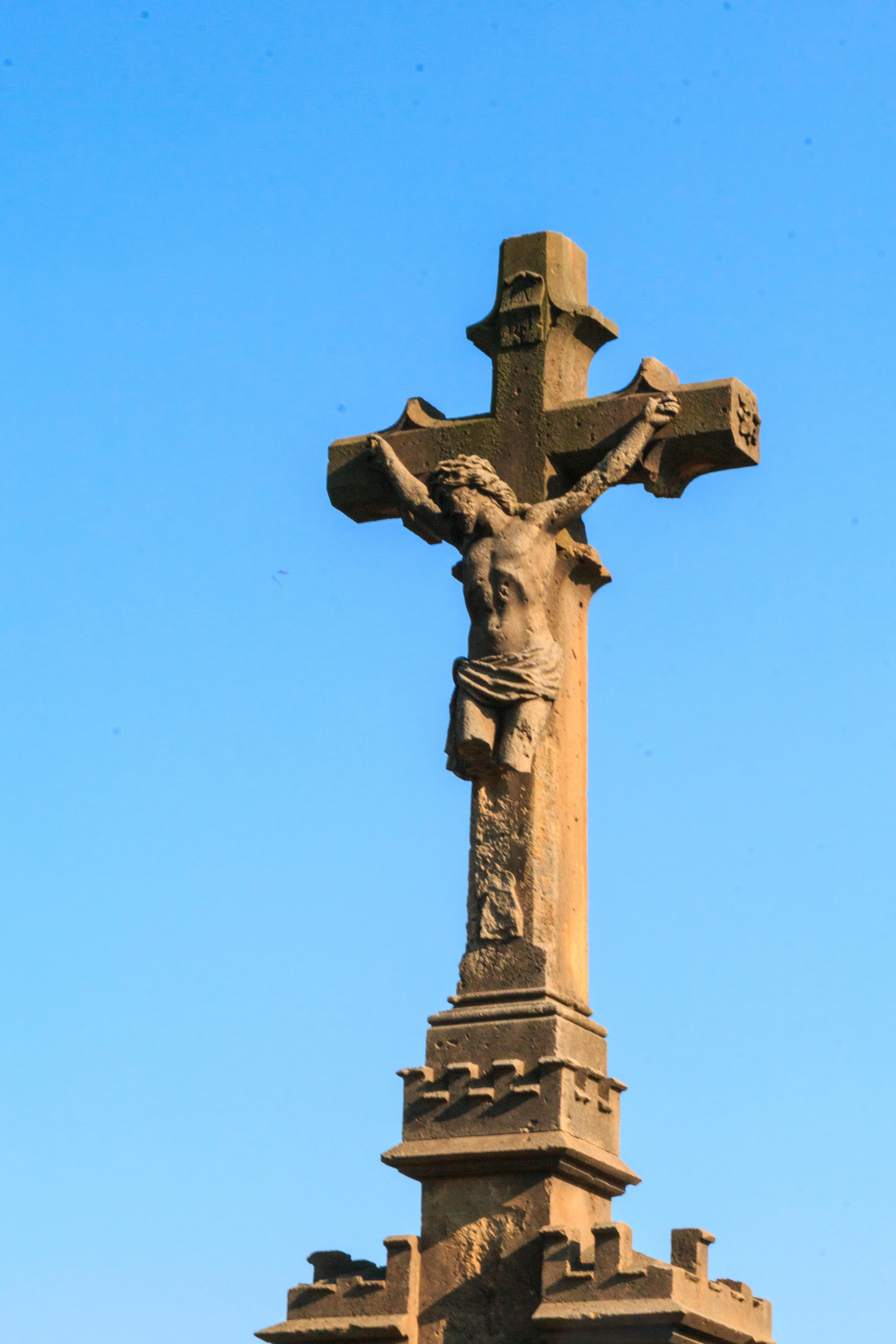
Kříž u Ostružna
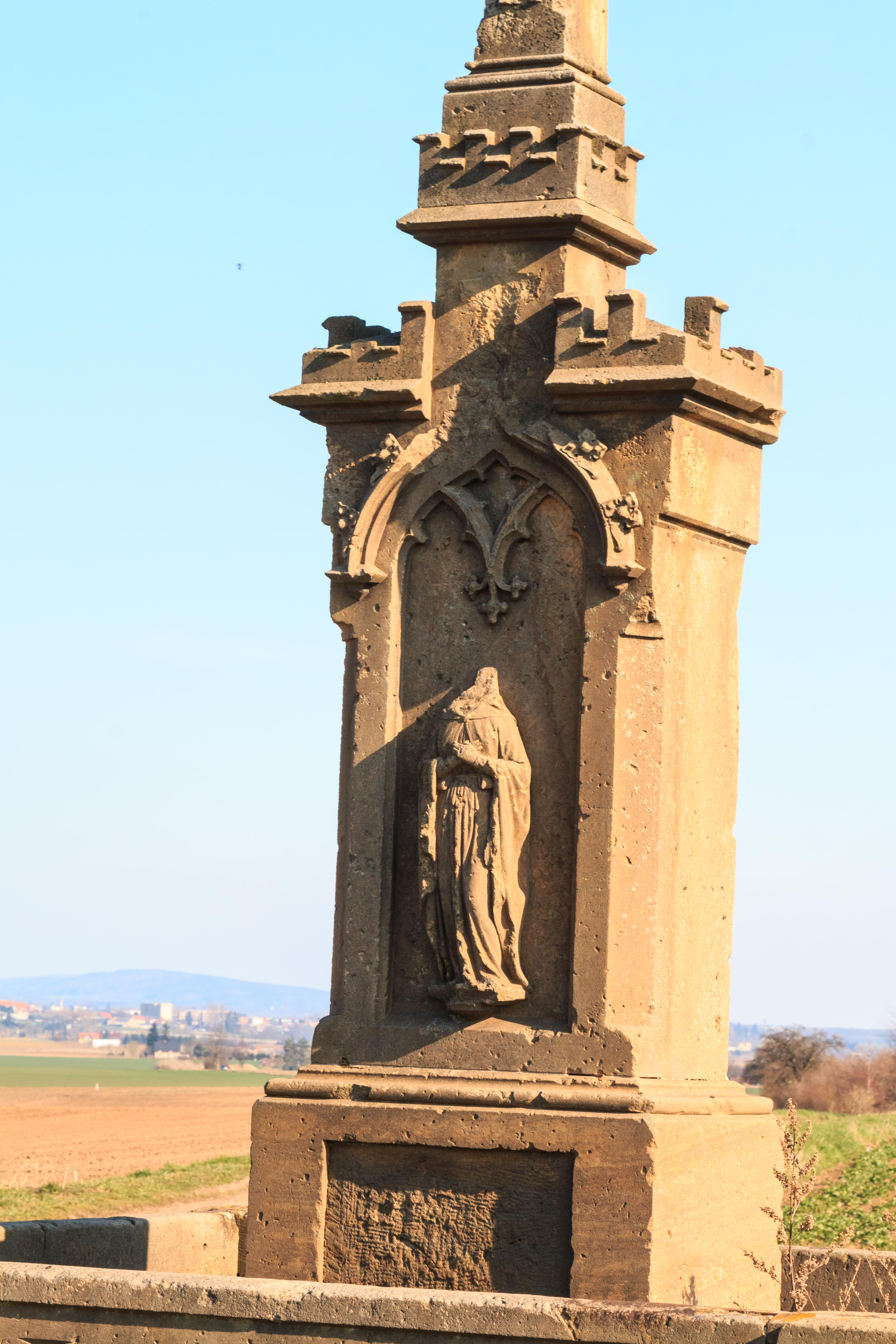
Kříž u Ostružna